# 蚀盖金粉蕨
蚀盖金粉蕨（学名：Onychium tenuifrons）为中国蕨科金粉蕨属下的一个种。

## 扩展阅读
- 維基物種上的相關：蚀盖金粉蕨